# Desperado (이글스의 노래)
〈Desperado〉는 미국의 록 밴드 이글스의 곡이다. 이 음반은 글렌 프레이와 돈 헨리가 썼고 1973년 음반 《Desperado》와 수많은 컴필레이션 음반에 들어있다. 비록 이 곡은 싱글곡으로 발매된 적이 없지만, 이 곡은 그룹의 가장 잘 알려진 곡들 중 하나이며 2004년 롤링 스톤이 발표한 "역사상 가장 위대한 노래 500곡" 목록에서 494위를 차지했다.